# РЖД-ТВ
РЖД-ТВ — российское отраслевое СМИ, корпоративное телевидение Российских железных дорог. Входит в структуру издательского дома «Гудок».
Основано в 2009 году. 30 ноября 2009 года телеканал получил свидетельство о регистрации СМИ (Эл № ФС77-38286), а 14 июля 2010 года лицензию на осуществление телевизионного вещания (ТВ № 16611). Вещание ведётся на русском языке в круглосуточном режиме на всю территорию РФ, стран СНГ и государств Балтии. Трансляция производится по кабельным, спутниковым сетям и Интернету.
Основу вещания составляет актуальная, историческая и прочая справочная информация о железных дорогах России всех времён. Помимо ежечасных корпоративных новостей в эфире много познавательных передач с ценной исторической информацией о развитии российского железнодорожного транспорта, как и о текущем его состоянии. Есть программы для детей.
Главный редактор Ермолаев, Михаил Сергеевич.